# Caspian
Caspian es un personaje de la serie de libros de Las Crónicas de Narnia, obra del escritor británico C. S. Lewis. Aparece en cuatro libros de la saga: El príncipe Caspian, La travesía del Viajero del Alba, La silla de plata, y La última batalla.
En la película Las crónicas de Narnia: el príncipe Caspian (de Walt Disney Pictures y Walden Media), y en la película Las crónicas de Narnia: la travesía del Viajero del Alba (de 20th Century Fox y Walden Media), Caspian fue interpretado por el actor Ben Barnes.

## Apariciones

### El príncipe Caspian
Caspian es el apuesto joven protagonista de El Príncipe Caspian, cuarta parte de la serie. Él era hijo de los reyes telmarinos que habían sido asesinados por su tío Miraz, que luego se autoproclamó Lord Protector. El pueblo al que pertenecían era el de los Telmarinos, quienes invadieron Narnia desde el noreste y la conquistaron en una época posterior a la partida de Peter Pevensie y sus hermanos. Los Telmarinos eran humanos llegados desde la Tierra y durante su dominio de Narnia habían derrotado completamente a animales parlantes y demás seres mágicos que habitaban originalmente el territorio, por lo que en la época de Caspian estos últimos ya no aparecían a la vista de los humanos. De este modo, Caspian se crio pensando que eran criaturas de fantasía que sólo existían en los cuentos de hadas de su aya. Cuando el Doctor Cornelius, su tutor semi-enano, se enteró de que Miraz también pretendía asesinar al muchacho, lo obligó a escapar hacia los bosques para buscar a los "Antiguos Narnianos" y encabezar una revuelta. El tutor de Caspian, también le dio el cuerno mágico de la reina Susan, que al ser soplado en un momento de gran necesidad convocaría una ayuda poderosa. El toca el cuerno y de este modo llegan Peter, Susan Edmund y Lucy transcurrido un año nuestro (1300 años narnianos) a Narnia. Con la ayuda de Aslan y los hermanos Pevensie, el ejército de los Antiguos Narnianos logró vencer a Miraz y Caspian fue coronado Rey de Narnia con el título de Caspian X.

### La travesía del Viajero del Alba
Apareció también en La travesía del Viajero del Alba, donde viajó por el mar en busca de siete lores desterrados que habían sido fieles a su padre. Durante esa expedición conoció a su futura esposa (quien era hija de la estrella Ramandu), encontró a los lores desterrados por Miraz (de los cuales, dos estaban muertos), y quiso ir con Reepicheep al País de Aslan, cosa que decidió no hacer para evitar decepcionar a su padre si renunciaba al reino.

### La silla de plata
Fue a Teribinthia para buscar a Aslan, y probablemente para irse al País de Aslan y al final de la aventura se relata brevemente cómo murió de vejez y la búsqueda que emprendieron Eustace Scrubb, Jill Pole y Charcosombrío para hallar a Rilian, su hijo desaparecido, Aslan le permite ver nuestro mundo por cinco minutos (fue el único narniano que visitó nuestro mundo) Y vivió el resto de los tiempos narnianos en el País de Aslan.

### La última batalla
Aparece brevemente al final de la historia junto con los demás reyes y héroes de Narnia, Archenland y otros países, aparece al lado de su esposa, de Ramandu, de su hijo Rilian, de Drinian y de Lord Bern.
- Datos: Q2002477